# Peltocoxa brevirostris
Peltocoxa brevirostris is een vlokreeftensoort uit de familie van de Cyproideidae. De wetenschappelijke naam van de soort is voor het eerst geldig gepubliceerd in 1893 door Scott & Scott.